# Mark Lanegan
Mark William Lanegan (Ellensburg, 25 novembre 1964 – Killarney, 22 febbraio 2022) è stato un cantautore e musicista statunitense.
Cantante dalla voce inconfondibile, rauca e gutturale, è conosciuto soprattutto per essere stato il cantante nonché leader degli Screaming Trees, band fondamentale per l'evoluzione del grunge, oltre che per la sua collaborazione con i Queens of the Stone Age. Ha in seguito avviato un'acclamata carriera solista improntata su un personalissimo cantautorato scuro nei toni e spoglio negli arrangiamenti, affermandosi come uno dei cantautori più sensibili e originali della sua generazione.

## Biografia

### Fondazione degli Screaming Trees e progetti paralleli
Mark Lanegan ottiene fama internazionale come leader degli Screaming Trees, una band che inizialmente suona rock psichedelico e successivamente verrà più volte accostata alla scena grunge di Seattle. Parallelamente alla sua attività con il gruppo, Lanegan incomincia nel 1990 la sua carriera solista con The Winding Sheet, un album che viene acclamato dalla critica e che si discosta totalmente dalla produzione tipica degli Screaming Trees.
Il 1992 è l'anno della definitiva consacrazione degli Screaming Trees grazie alla hit Nearly Lost You che viene inserita nella colonna sonora di Singles - L'amore è un gioco di Cameron Crowe, un film dedicato alla scena musicale di Seattle.
Nell'agosto 1993, insieme a Mike Johnson (bassista dei Dinosaur Jr.), e contando sull'aiuto di vari altri musicisti, Lanegan crea il suo secondo album solista, Whiskey for the Holy Ghost, che viene pubblicato nel gennaio del 1994. Molto più curato e personale del lavoro precedente, Whiskey for the Holy Ghost è considerato dalla critica il capolavoro della produzione solista del cantautore statunitense. Atmosfere blues e folk tipiche della tradizione musicale statunitense, e collaborazioni con l'ex batterista degli Screaming Trees Mark Pickerel e con il leader dei Dinosaur Jr. J Mascis, sono le caratteristiche vincenti di questo album che vende molto bene anche in Europa, specialmente in Inghilterra.
Nel 1995 collabora al Progetto Mad Season che vede tra i suoi membri Layne Staley degli Alice in Chains, Mike McCready dei Pearl Jam e Barrett Martin degli Screaming Trees.

### Crisi personale e scioglimento degli Screaming Trees
Il 1997 è un anno molto difficile per Mark Lanegan che, tormentato dalla sua dipendenza dalle droghe pesanti e dall'alcolismo, deve ricoverarsi in una clinica per disintossicarsi. Questo è anche l'anno della crisi con gli Screaming Trees, che praticamente si sciolgono. Dopo la disintossicazione, nel 1998, Lanegan incomincia a lavorare al suo terzo lavoro solista, ancora insieme a Mike Johnson; in sole tre settimane i due realizzano Scraps at Midnight, creato in un luogo isolato del deserto della California, il Rancho de La Luna.
Nel 1999 Lanegan lancia invece un album di cover, I'll Take Care of You. La title track (cover di Brook Benton) diventa un classico della produzione di Lanegan, che con questo album riesce a far sue e ad interpretare in maniera personale delle grandi canzoni della tradizione folk. Sempre nel 1999 il cantante si riunisce con gli Screaming Trees per produrre un nuovo album e nel febbraio del 2000 organizzano due concerti nella Viper Room di Los Angeles, con i quali danno definitivamente l'addio ai loro fans. Archiviata definitivamente la sua avventura con gli Screaming Trees, Mark Lanegan può dedicarsi esclusivamente alla sua carriera solista e nel 2001 dà alle stampe l'album Field Songs.

### Ingresso nei Queens of the Stone Age
Il 2001 è anche l'anno dell'inizio della sua collaborazione con i Queens of the Stone Age e di quella con l'ex leader degli Afghan Whigs, Greg Dulli.
Del 2002 è il famosissimo e vendutissimo album Songs for the Deaf dei Queens of the Stone Age, che vede riuniti oltre a Lanegan anche Josh Homme, Nick Oliveri e Dave Grohl.
Nel 2003, dopo un lungo ed estenuante tour con i QOTSA, Lanegan crea il suo sesto album solista, Bubblegum, ricco di collaborazioni, tra cui spiccano le presenze di Josh Homme, Nick Oliveri, Greg Dulli e PJ Harvey. All'ultimo momento l'album non viene pubblicato e viene sostituito da un EP, Here Comes That Weird Chill, che viene pubblicato nel novembre del 2003 e che mantiene il gusto sobrio dei lavori precedenti, lasciando però intravedere l'apertura verso una nuova direzione che viene sfruttata ampiamente per il disco successivo, Bubblegum, che vede finalmente la luce nell'agosto 2004.

### La Mark Lanegan Band e collaborazione con Greg Dulli
A partire da Here Comes That Weird Chill i suoi album assumono la dicitura Mark Lanegan Band, composta dagli stessi musicisti che lo accompagnano nei suoi tour mondiali. Sempre nel 2004 Mark annuncia la fine della sua collaborazione con i Queens of the Stone Age, anche se compare ancora come guest star nel loro ultimo lavoro Lullabies to Paralyze, che incomincia proprio con la voce di Lanegan che canta la canzone This Lullaby.
La fine del 2005 vede la prima uscita ufficiale della coppia Mark Lanegan - Greg Dulli con il loro progetto Gutter Twins.

### Collaborazioni con Isobel Campbell
All'inizio del 2006 pubblica, in coppia con Isobel Campbell (ex-voce femminile degli scozzesi Belle and Sebastian) l'album Ballad of the Broken Seas. Nel 2008, esce il secondo disco realizzato in duetto con Isobel Campbell, intitolato Sunday at Devil Dirt. Nello stesso anno, esce per l'etichetta discografica Sub Pop l'album di debutto dei Gutter Twins, intitolato Saturnalia.
Nel 2010, ancora con Isobel Campbell, pubblica Hawk, terzo disco della sua collaborazione con la cantante scozzese, lavoro che verrà accolto dalla critica specializzata come l'album più compiuto, più ispirato della coppia. 
Il 7 novembre 2011 viene annunciato il ritorno della Mark Lanegan Band con il disco Blues Funeral, che esce il 6 febbraio 2012.
Nel maggio del 2013, Lanegan realizza un album in collaborazione con il polistrumentista inglese Duke Garwood, dal titolo Black Pudding. A settembre, ritorna sulle scene da solista, incidendo un disco di cover intitolato Imitations.
A metà del 2014 esce l'EP No Bells on Sunday, mentre nell'ottobre 2014 è la volta del nuovo album di inediti Phantom Radio, contenente sonorità vicine a quelle già presenti in Blues Funeral.

### Altre collaborazioni
Oltre alle già citate collaborazioni con Isobel Campbell e Queens of the Stone Age, Lanegan ha collaborato con diversi gruppi e artisti tra cui figurano Mike Watt, The Desert Sessions, Masters of Reality, Melissa Auf der Maur, Kurt Cobain, The Twilight Singers (con Greg Dulli), Soulsavers, U.N.K.L.E., Afterhours, I Am Super Ape e Christine Owman,Moby. 
Ha inoltre collaborato con i Mad Season nell'album Above.

### Morte
Il 22 febbraio 2022 Mark Lanegan è stato trovato privo di vita nella sua casa a Killarney, in Irlanda; le cause del decesso sono legate al Covid, che aveva superato (aveva raccontato l'esperienza in un libro, "Devil in a Coma") ma che gli aveva indebolito il fisico.

## Discografia

### Album in studio
- 1990 - The Winding Sheet
- 1994 - Whiskey for the Holy Ghost
- 1998 - Scraps at Midnight
- 1999 - I'll Take Care of You
- 2001 - Field Songs
- 2004 - Bubblegum
- 2012 - Blues Funeral come Mark Lanegan Band
- 2013 - Imitations
- 2014 - Phantom Radio
- 2017 - Gargoyle
- 2019 - Somebody's Knocking
- 2020 - Straight Songs of Sorrow

### EP
- 2003 - Here Comes That Weird Chill come Mark Lanegan Band
- 2012 - Dark Mark Does Christmas 2012
- 2014 - No Bells on Sunday
- 2015 - Houston Publishing Demos 2002

### Con Isobel Campbell
- 2004 - Ballad of the Broken Seas
- 2008 - Sunday at Devil Dirt
- 2010 - Hawk

### Con Duke Garwood
- 2013 - Black Pudding
- 2018 - With Animals